# Eremiaphila somalica
Eremiaphila somalica es una especie de mantis (del orden Mantodea) de la familia Eremiaphilidae.

## Distribución geográfica
Se encuentra en Somalia.